# Kyś
Kyś (ros. Кысь) – powieść antyutopijna autorstwa Tatiany Tołstoj, napisana w roku 2000.

## Treść
W wyniku bliżej nieznanego kataklizmu, Moskwa znika z powierzchni Ziemi, a w jej miejscu powstaje osada. Rozwój cywilizacyjny cofa się do momentu, gdy nie znano jeszcze koła i nie potrafiono wzniecić ognia.
Rozdziały książki są kolejnymi literami cerkiewnosłowiańskiego alfabetu, wraz z nimi stopień cywilizacji i stanu umysłu bohatera Benedikta rośnie. Książka opisuje ślepą wiarę zwykłych ludzi w zabobony, kłamstwa, a czasami ich bezsilność wobec "władzy".
Polskim tłumaczem powieści jest Jerzy Czech.

## Znaczenie
Kysia można odczytywać jako nawiązanie do historii Rosji, ZSRR i nie tylko. Można w niej odnaleźć problemy współczesnego świata i mechanizmy, które nim rządzą.